# Jacques Dumas (Unterwasserarchäologe)
Jacques Dumas (* 23. Oktober 1926 bei Dijon; † 22. März 1985 in Agadir) war ein französischer Unterwasserarchäologe.

## Leben
Dumas schloss im Januar 1950 sein Jura-Studium ab. Nach seiner Militärzeit spezialisierte er sich auf die Suche nach Schiffswracks. Er starb an einem Herzinfarkt.

## Publikationen
- Scuba Diving and the Law. Maritimes et coloniales, 1957
- The Rights and Duties of a Scuba Diver. Cosmos, 1969
- Thailand. René Moser, 1980
- Fortune at sea. 1981
- The Golden Handbook of Diving. Glénat, 1983